# أورسولا برينان
أورسولا برينان (بالإنجليزية: Ursula Brennan) هي موظفة مدنية بريطانية، ولدت في 28 أكتوبر 1952 في سيفينواكس في المملكة المتحدة.